# Lüderitz
Lüderitz – miasto w Namibii, nad Oceanem Atlantyckim. Liczy około 13 tys. mieszkańców.
Miasto jest portem rybackim i ośrodkiem związanego z portem przemysłu rybnego. Zostało założone w 1883 roku, kiedy Heinrich Vogelsang, kupił Angra Pequena z pobliskimi terenami na rzecz kupca bremeńskiego Adolfa Lüderitza
W 1905 roku niemieckie władze założyły obóz koncentracyjny na Shark Island, który działał w latach 1905−1907. Na skutek celowej polityki władz niemieckich, tj. tragicznych warunków i przymusowej pracy, dokonano systematycznej eksterminacji trzech i pół tysiąca Afrykanów z plemion Hererów i Nama. Celem działania obozu było wyniszczenie poprzez przymusową pracę rdzennej ludności, którą wykorzystywano do rozbudowy miasta, torów kolejowych, portu i na farmach białych osadników.
Wraz z odkryciem diamentów w 1909 roku dla miasta rozpoczął się okres rozwoju, jednak obecnie kopalnie znajdują się już dużo dalej i nie stanowią dla Lüderitz źródła dochodów.

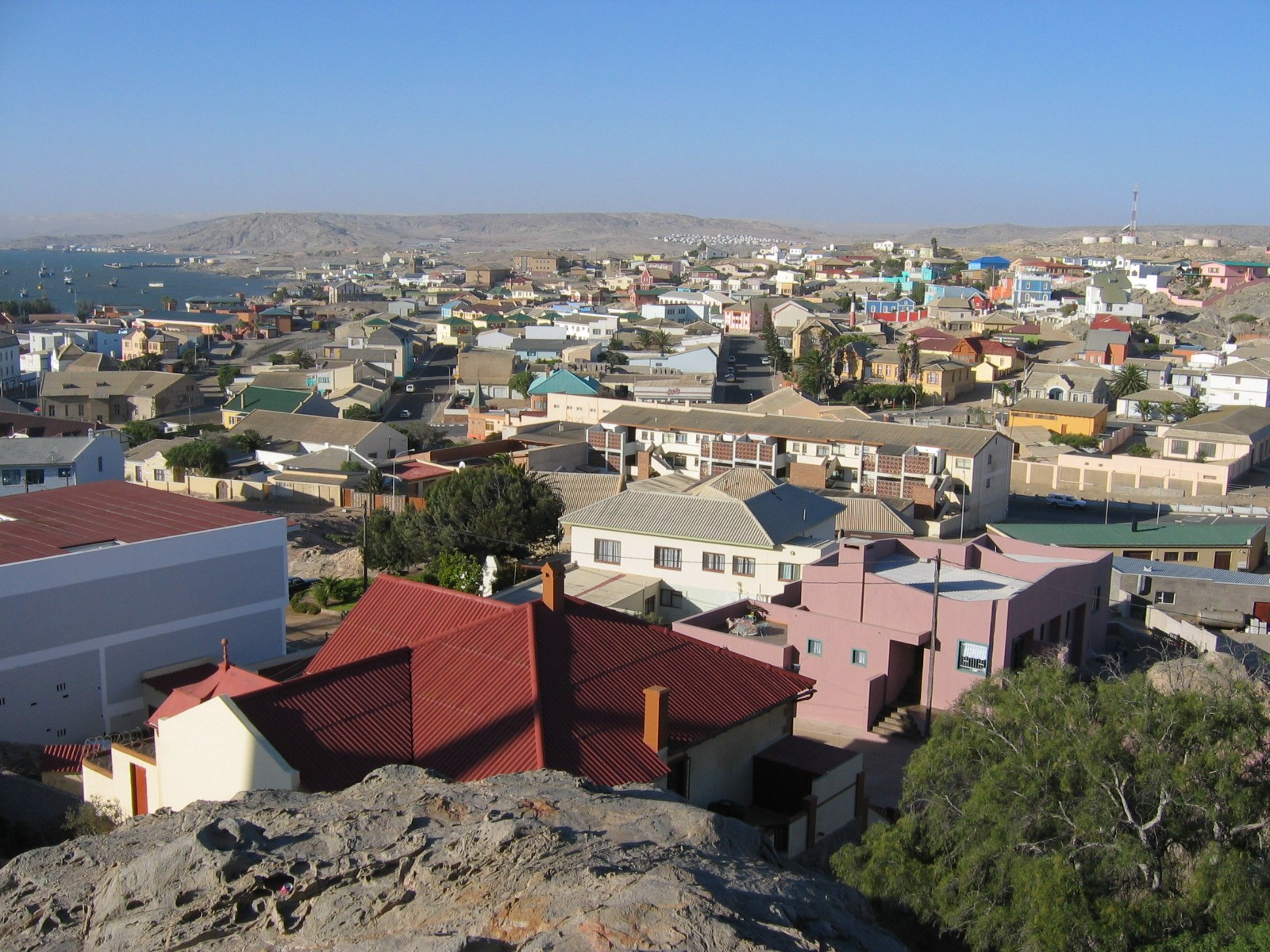
Widok na Lüderitz
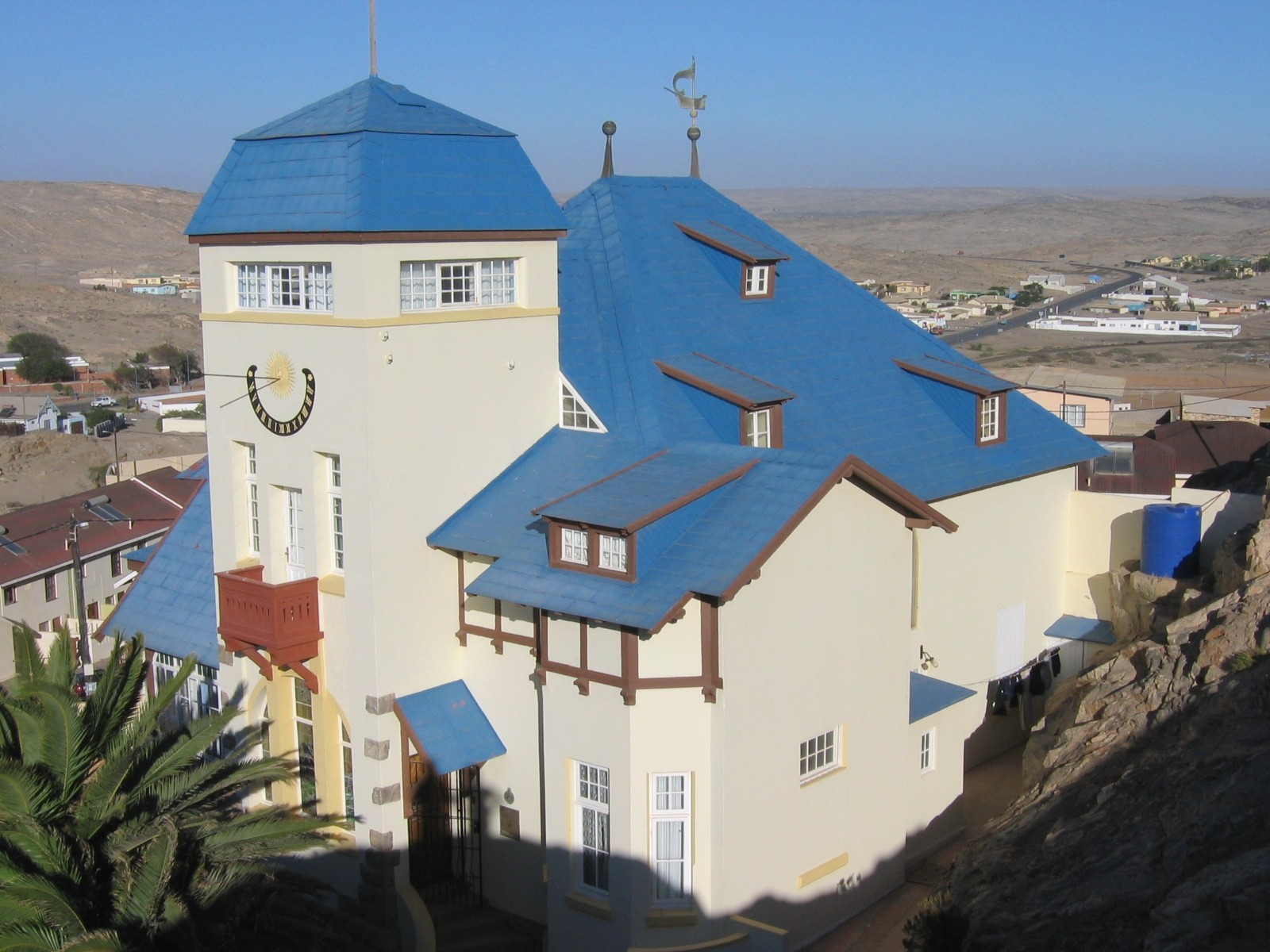
Goerke Haus
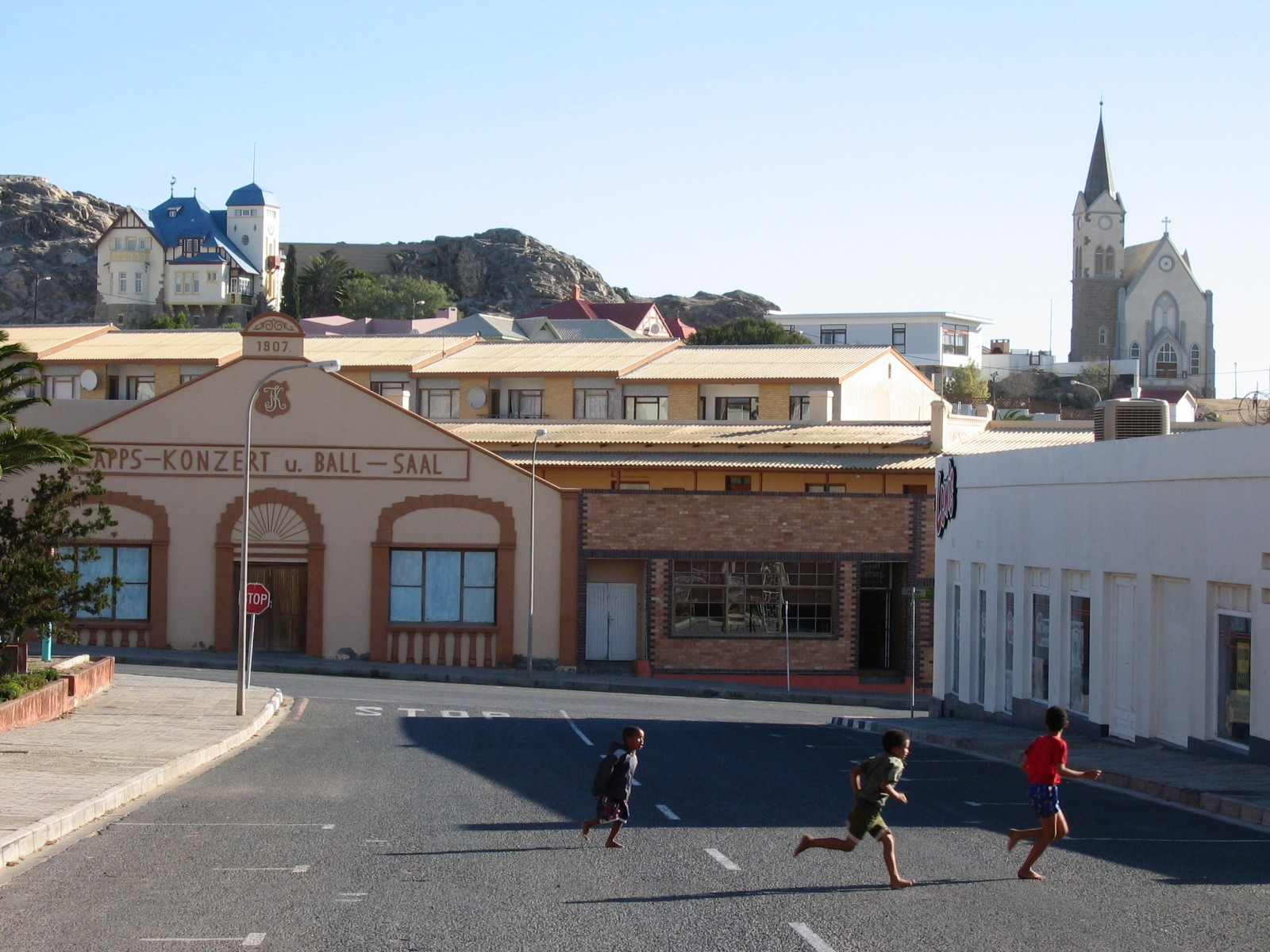
Kapps-Ballsaal z Felsenkirche i Goerke Haus w tle
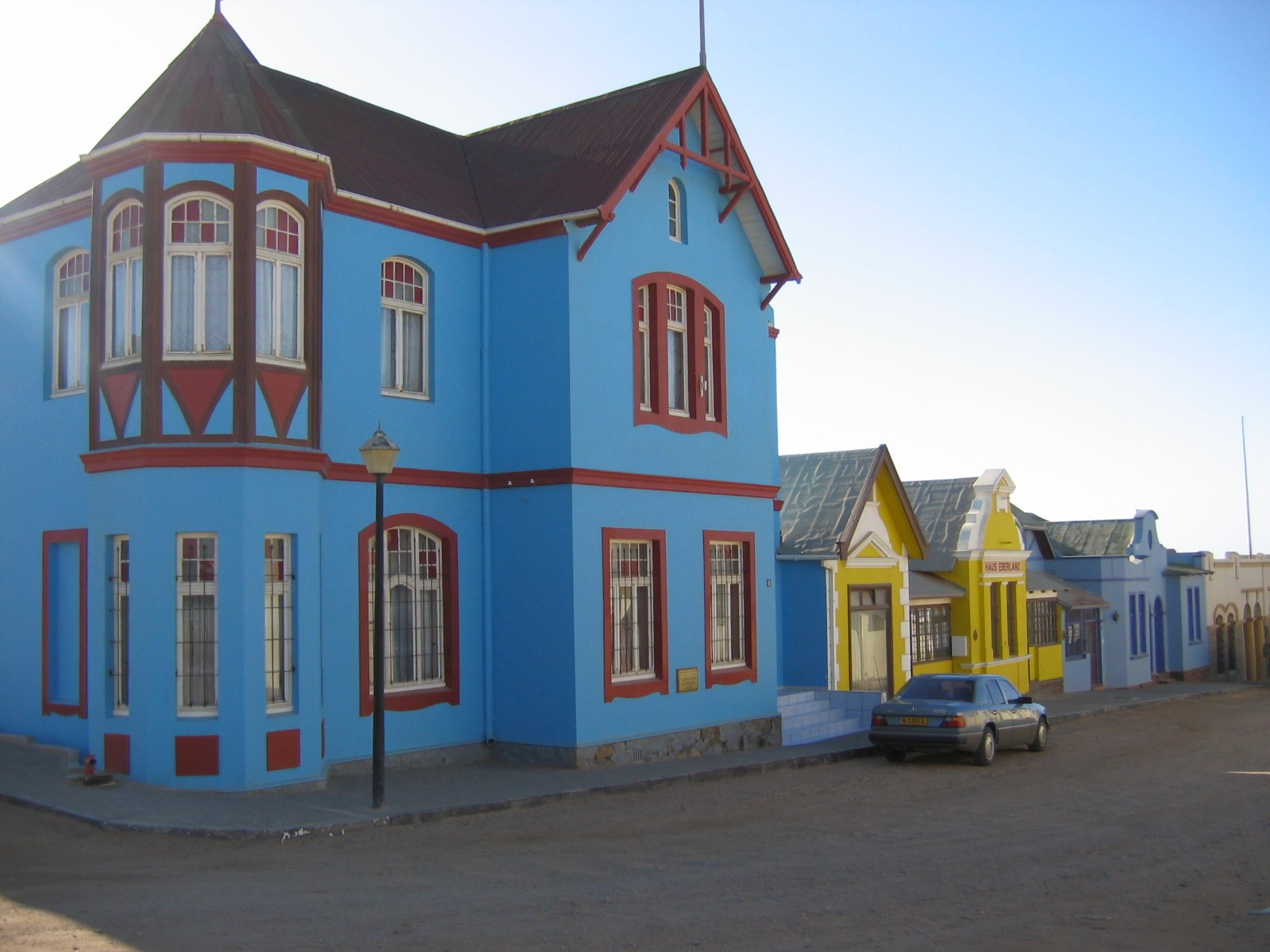
Bergstraße